# 日照時數
| < 1200 小時 1200–1600 小時 1600–2000 小時 2000–2400 小時 | 2400–3000 小時 3000–3600 小時 3600–4000 小時 > 4000 小時 |

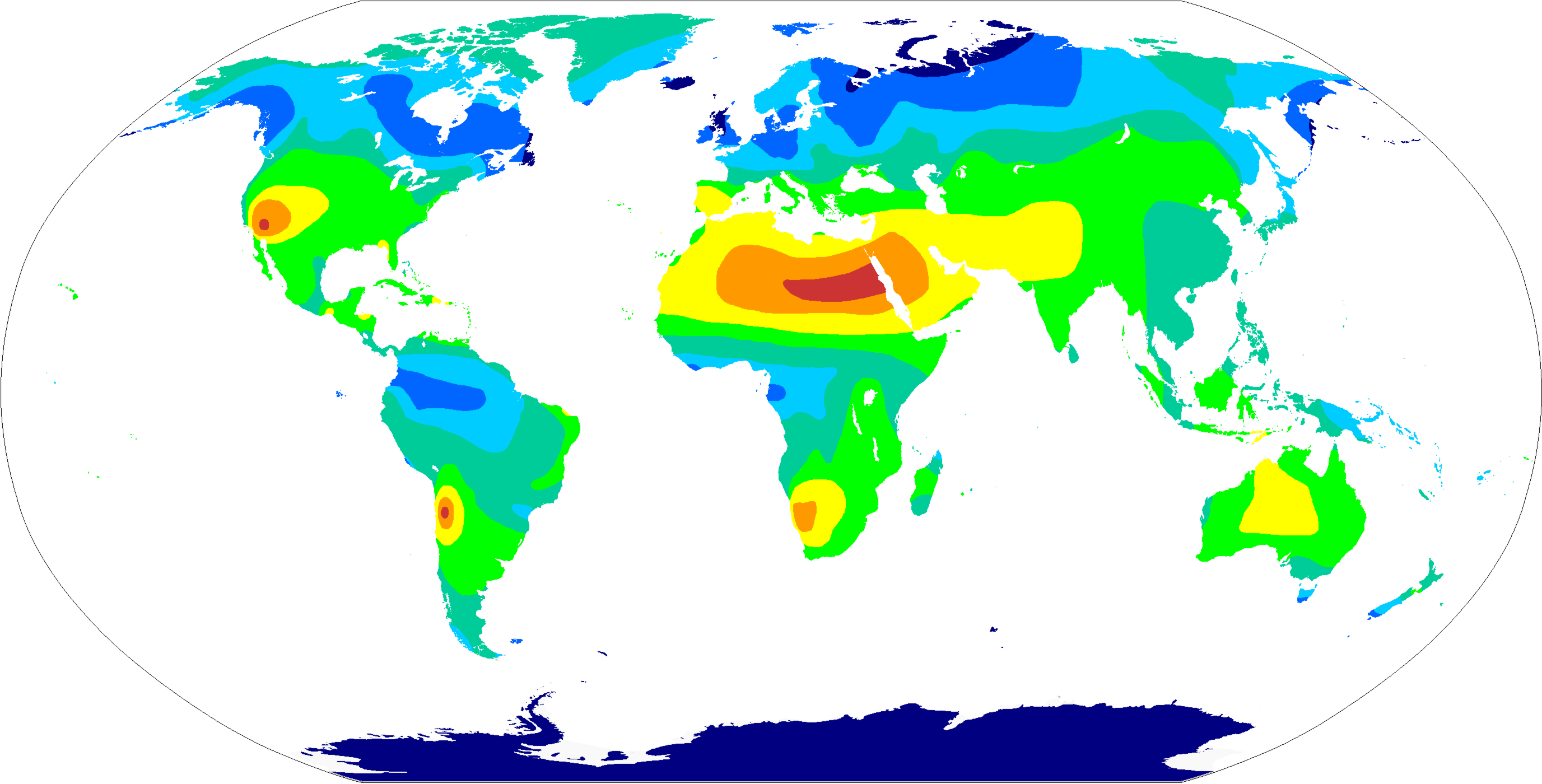
一年平均日照時數。 請注意，南極洲的數據僅適用於海岸，部分內陸地區年日照時間超過 3600 小時。

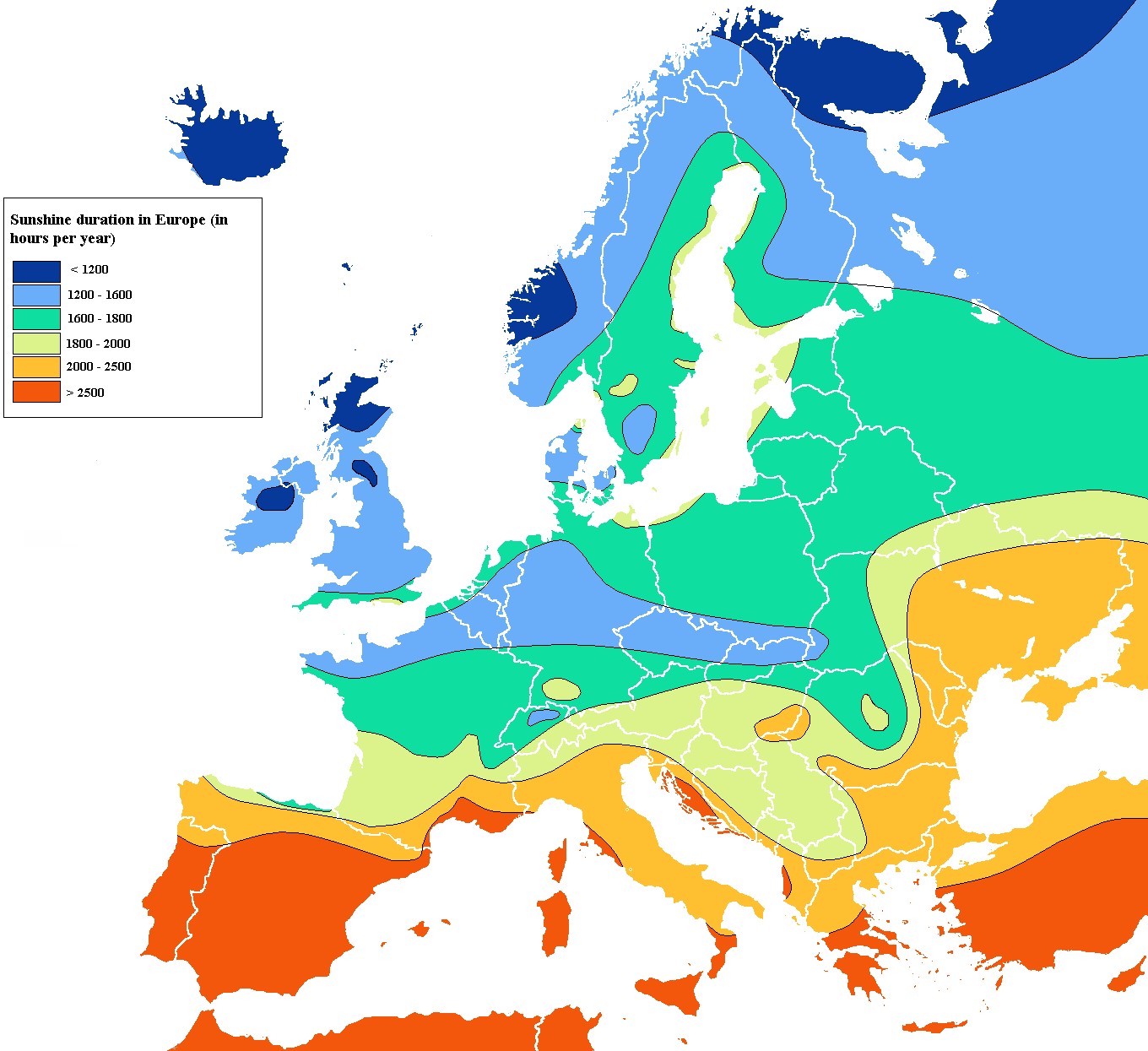
歐洲的日照時數圖。

日照時數或日照期間是一個氣候的指標，在給定的時間（通常是一日或一年）和地球上給定的地點，測量陽光持續的時間，通常會用幾年的平均值呈現。它通常顯示一個地區無雲的期間，不同於日射量是在給定的期間內的來自陽光的總能量。
日照期間通常以每年幾小時，或每日幾小時（平均值）為單位顯示。第一項顯示與其他位置相比的晴朗時間，而後者可以比較同一地點在不同季節的陽光。另一項常用的措施是觀測並記錄日照時間和白晝時間的百分比。
日照時數對一些旅遊景點，特別是以健康為主的地點，是重要資訊。強烈的陽光對人類健康的心理影響也會被考慮，它依然用來促進旅遊的目的。

## 日光時間

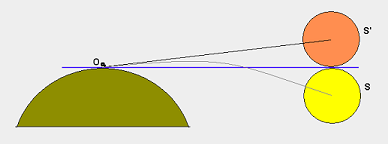
顯示太陽的影像在日出或日落的位移圖。

平年總共包含8,760小時，如果太陽有一半的時間在地平線上，明顯地一年有4,380小時的日光時間。然而，有些物理和天文學的現象會改變此種狀況。即，大氣折射會使太陽的實體還在地平線下，就可以被看見。視太陽在極區有很長時間貼近在地平線附近，因此平均白晝（不考慮雲層影響）在極區明顯會長於夜晚。在北極圈的日照時數最長，一年當中有4,647小時，而北極地區有4,575小時。由於地球軌道是橢圓的性質，南半球並非對稱：南極圈只有4,530小時，日光時數少於北極圈將近5日。赤道每年的日光時數為4,422小時。

## 定義和量度

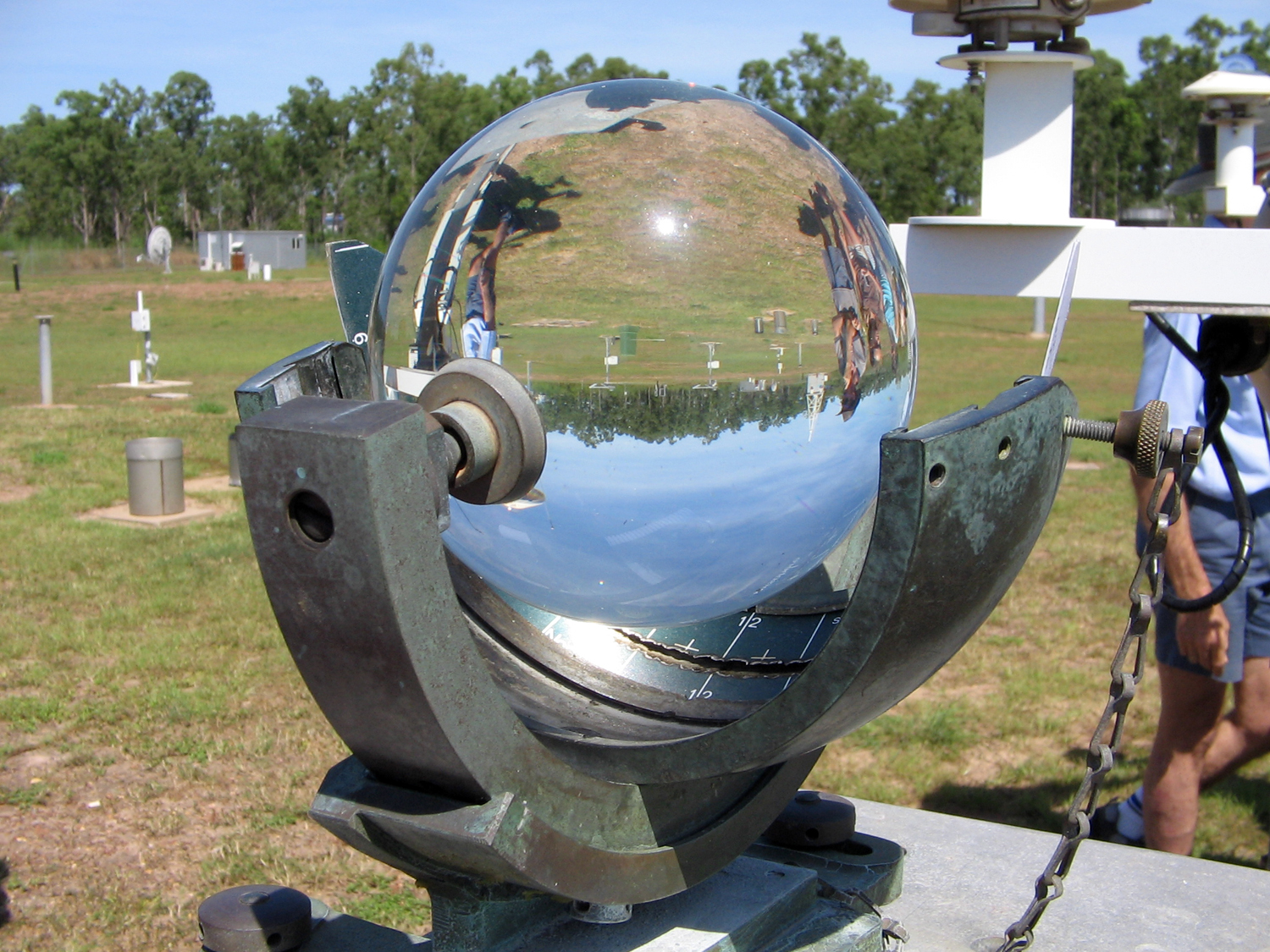
坎貝耳-斯托克斯紀錄器和測量日照。

有鑑於理論上的日照時數和位置有關，如何有效地應用日照時數實際上也需要考慮是在何處。「明亮」的日照時數是代表陽光達到一定的亮度，而不是包含只能「看見」的總日照時數。例如，在日出和日落時刻的附近，有「可見」的陽光，但沒有強大到可以激發感應器。測量和紀錄陽光的儀器稱為日照計。對於日照時數記錄的特定目的，可以使用坎貝耳-斯托克斯紀錄器，它使用一個球形的透鏡將陽光聚焦在一個特製的帶子上。當強度過設定的數值時，带子便會燃燒。燃燒痕跡的總長度與明亮日照時數成正比。另一種形式的紀錄器是喬丹日照紀錄器；新式電子紀錄器比紙帶有更穩定的靈敏度。
為了協調全球的測量數值，世界氣象組織（WMO）在1962年制定坎貝耳-斯托克斯紀錄器的標準化設計，稱為臨時參考日照計錄器（IRSR，Interim Reference Sunshine Recorder）。在2003年，終於決定日照時數的門檻被定義為直接的太陽輻照度超過120W/ m²的時間。

## 地理的分布
由於日照時數主要取決於觀測地區雲霧的濃度，乾燥的地點，沙漠氣候自然與高日照時數相關聯，低日照時數就與潮濕地區的海洋性氣候相關聯。
以每年平均最為衡量的標準，世界上有兩個高日照時數地區。一個是非洲的東北部（埃及、蘇丹、利比亞、查德），另一處是美國的西南各州（亞利桑那州、加利福尼亞州、內華達州）。官方聲稱世界上陽光最充足的城市是亞利桑那州的尤馬（Yuma），超過4,000小時（約白晝的91%）的明亮日照時數。當然還有其他每年都陽光充足的地區，特別是在撒哈拉沙漠；中歐和東歐的一些地區也是出名的陽光最充足的地方。此外，非洲南部有些沙漠地區也是地球上陽光最充足的地區之一。事實上，世界上大多數陽光充足的地區都是在非洲大陸上發現的。世界上陽光最充足的月份是五月，在加拿大北部的尤里卡（Eureka）每天可以接受長達16.5小時燦爛的陽光。
低日照時數最低的地區較難確定，因為空氣中濕度的濃度可能會發生局部的高度變化。例如，即使周邊有晴朗的天空，在狹窄的山谷和溝壑中的霧經常逗留在地面；而且突出的山經常會因為地形抬升創造出雲。此外，高山很可能讓相對較小的一些地區，在一天當中很長的時間都在陰影之中。
美國雲層最多的地區可能是阿拉斯加的冷灣，平均一年有304天是陰沉沉的（天空的3/4被雲覆蓋著）  。由於冷暖洋流的交會，世界上霧最多的地區可能是加拿大紐芬蘭島最東端的格蘭班克 。雲最多的大城市可能是中國的重慶市，平均一年只有941.9小時的陽光。

## 外部連結
- Map of sunshine hours of Australia （页面存档备份，存于）
- Sunshine duration world map （页面存档备份，存于） (June snapshot)
- Sunshine duration world map （页面存档备份，存于） (Yearly average)